# Deutsche Schwimmmeisterschaften 1982
Die 94. Deutschen Meisterschaften im Schwimmen fanden vom 29. Juni bis 3. Juli 1982 im Schwimm-Leistungs-Zentrum (SLZ) in Darmstadt statt. Die Titelkämpfe dienten gleichzeitig als Qualifikationswettkampf für die Weltmeisterschaften 1982 in Guayaquil. Für die sportlichen Höhepunkte dieser Titelkämpfe sorgte Michael Groß mit seinen Europarekorden über 100 Meter und 200 Meter Schmetterling.
| Disziplin           | Männer              | Männer                 | Männer             | Frauen              | Frauen                | Frauen   |
| Disziplin           | Name                | Verein                 | Zeit               | Name                | Verein                | Zeit     |
| ------------------- | ------------------- | ---------------------- | ------------------ | ------------------- | --------------------- | -------- |
| 100 m Freistil      | Andreas Schmidt     | SSF Bonn 1905          | 00:51,85           | Karin Seick         | SG Wiste              | 00:57,44 |
| 200 m Freistil      | Michael Groß        | EOSC Offenbach         | 01:50,40           | Jutta Kalweit       | SG Gladbeck           | 02:04,73 |
| 400 m Freistil      | Rainer Henkel       | SV Rhenania Köln       | 03:54,31           | Birgit Kowalczik    | SV Rhenania Köln      | 04:21,15 |
| 800 m Freistil      |                     |                        |                    | Jutta Kalweit       | SG Gladbeck           | 8:55,75  |
| 1500 m Freistil0    | Rainer Henkel       | SV Rhenania Köln       | 15:21,00 (8:08,41) |                     |                       |          |
| 100 m Brust         | Peter Lang          | DSW 1912 Darmstadt     | 01:04,90           | Angelika Knipping   | SV Nikar Heidelberg   | 01:12,46 |
| 200 m Brust         | Frank Kleinert      | SG Bochum-Wattenscheid | 02:22,29           | Petra Zindler       | SV Rhenania Köln      | 02:40,68 |
| 100 m Rücken        | Stefan Peter        | SV Nikar Heidelberg    | 00:59,22           | Marion Aizpors      | SV Nikar Heidelberg   | 01:05,38 |
| 200 m Rücken        | Thomas Lebherz      | DSW 1912 Darmstadt     | 02:06,60           | Ute Neubert         | Neuss/Dormagen        | 02:20,34 |
| 100 m Schmetterling | Michael Groß        | EOSC Offenbach         | 00:54,00           | Karin Seick         | SG Wiste              | 01:01,94 |
| 200 m Schmetterling | Michael Groß        | EOSC Offenbach         | 01:59,00           | Doris Wiebke        | Wasserfreunde München | 02:13,24 |
| 200 m Lagen         | Michael Hahn        | SV Wacker Burghausen   | 02:07,74           | Petra Zindler       | SV Rhenania Köln      | 02:20,73 |
| 400 m Lagen         | Niels Lang          | SG Hamburg             | 04:37,05           | Petra Zindler       | SV Rhenania Köln      | 04:53,33 |
| 4 × 100 m Freistil  | EOSC Offenbach      | EOSC Offenbach         | 03:29,90           | SV Rhenania Köln    | SV Rhenania Köln      | 03:59,19 |
| 4 × 200 m Freistil  | SV Rhenania Köln    | SV Rhenania Köln       | 07:39,09           | SV Rhenania Köln    | SV Rhenania Köln      | 08:30,38 |
| 4 × 100 m Lagen     | SV Nikar Heidelberg | SV Nikar Heidelberg    | 03:53,02           | SV Nikar Heidelberg | SV Nikar Heidelberg   | 04:24,56 |

1. 1 2 3 4 5 6  neuer DSV-Rekord
2. ↑  neuer DSV-Rekord bei der 800 m Zwischenzeit in 8:08,41
3. 1 2  neuer Europarekord
4. 1 2 3 4  neuer DSV-Rekord für Vereinsmannschaften